# Église Sainte-Marie-Madeleine de Pécy
L'église Sainte-Marie-Madeleine est une église catholique située sur la commune de Pécy, dans le département de Seine-et-Marne, en France.

## Historique
Le clocher est classé au titre des monuments historiques en 1909 et le reste de l'édifice est inscrit en 1969.